# Rosa Roth – Bin ich tot?
Bin ich tot? ist ein deutscher Fernsehfilm von Carlo Rola aus dem Jahr 2011. Es handelt sich um die neunundzwanzigste Episode der ZDF-Kriminalfilmreihe Rosa Roth mit Iris Berben in der Titelrolle.

## Handlung
Die Leiche einer jungen Frau wird durch Gleisarbeiter gefunden. Zunächst wird von einem Suizid ausgegangen, aber bei weiteren Untersuchung kommen zwei Schussverletzungen am Rücken zum Vorschein. Unweit des Tatorts findet Kommissarin Rosa Roth das Handy der jugendlichen Fiona Wilkens, deren Freund Jason, mit dem sie nach Italien auswandern wollte, wenig später ebenfalls zum Mordopfer wird.

## Hintergrund
Bin ich tot? wurde vom 28. Oktober 2010 bis zum 20. Dezember 2010 in Berlin und Umgebung gedreht. Am 19. November 2011 wurde die Folge um 20:15 Uhr im ZDF erstausgestrahlt.

## Kritik
Die Kritiker der Fernsehzeitschrift TV Spielfilm vergaben dem „schnörkellosen Fall“ die bestmögliche Wertung, sie zeigten für die „spannende Story“ mit dem Daumen nach oben und konstatierten: „Nur Tote zittern hier nicht mit“.